# ヘルムホルツ共鳴器

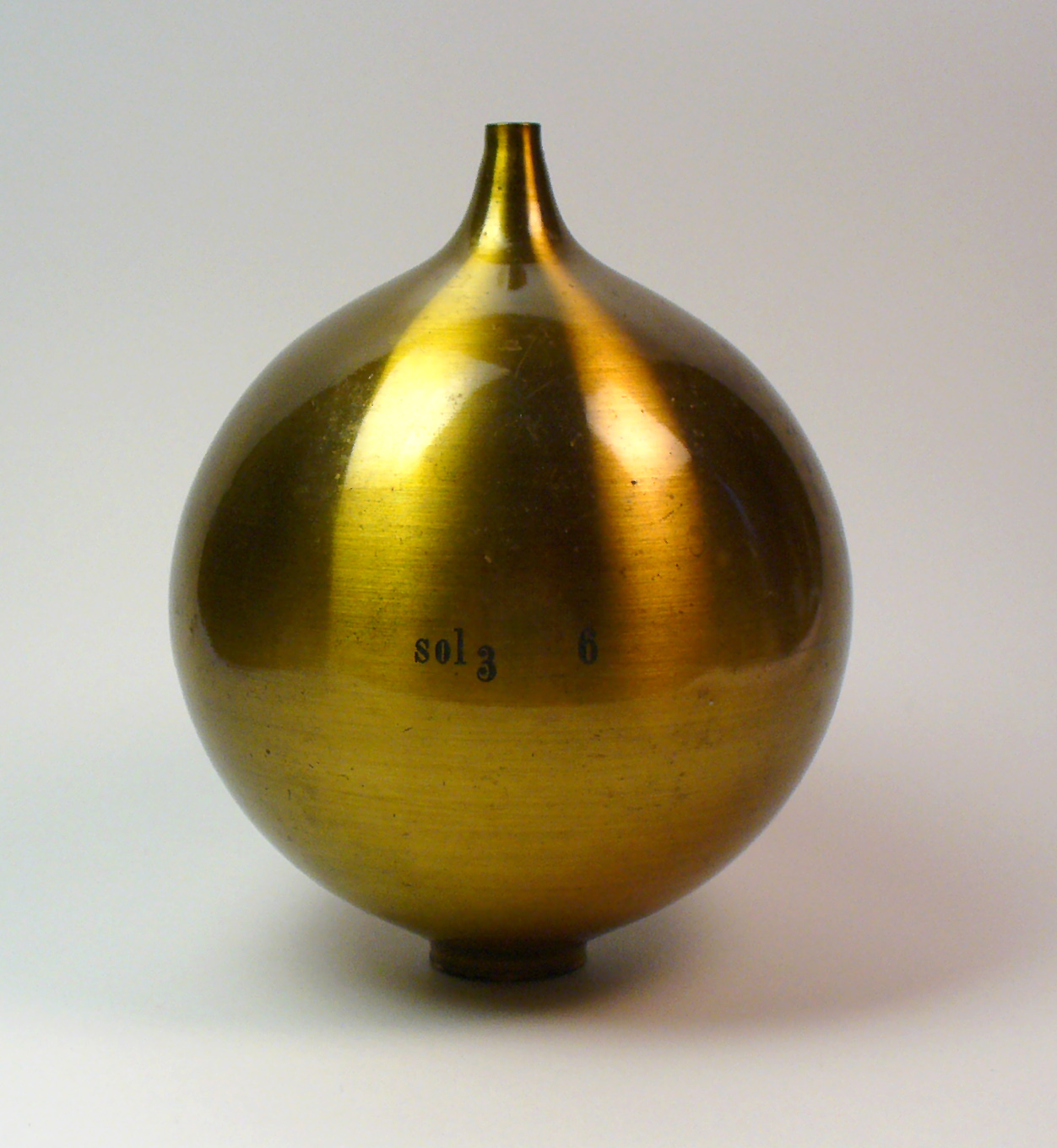
ヘルムホルツ共鳴器の一例

ヘルムホルツ共鳴器（ヘルムホルツきょうめいき）は、開口部を持った容器の内部にある空気がばねとしての役割を果たし、共鳴（共振）することで音を発生する装置であるで、ヘルムホルツ共振器ともいう。この装置で発生する共鳴をヘルムホルツ共鳴（Helmholtz resonance）と呼ぶ。

## 概説
ヘルムホルツ共鳴器の共振周波数（固有振動数）は、容器の内容積と開口部の面積などによって決まる。日常的な例では、びんの開口部に横から息を吹きかけることで、一定の高さの音が発生し、びんの中に水を入れて内容積を減少させると、発生する音が高くなることが確認できる。口腔の内容積や唇の開き方などを加減して音高を変える口笛も、この一種とみなすことができる。
楽器に用いられる最も簡単な共振系であり、オカリナ、ギター、ヴァイオリン、ホイッスルなどの共振系は、ヘルムホルツ共鳴器とみなせる。オカリナの場合は指孔を開閉して、開口部の面積（開いている指孔の面積の総和）を変えることによって音高を変化させる。ギターやヴァイオリンなどの共鳴胴は、これを構成している板材自体も共振系なので、特定の周波数だけでなく、楽器の発生する広範囲の音に対して共鳴するのであるが、ヘルムホルツ共鳴器としての共振（「ヘルムホルツモード」と呼ばれる）も発生しており、それぞれの楽器に固有の音色や音量を決める要素のひとつとなっている。
ヘルムホルツ共鳴器は、特定の周波数の音に共鳴する性質を利用して、楽音の中に含まれる倍音の検出や、さまざまな混合音の周波数成分の分析に用いられていた。今日そのような目的にはソノグラフやスペクトラムアナライザ（FFTアナライザ）などが使われるようになっているが、現在も楽器はもちろんのこと、スピーカーや建築物の吸音装置などの技術として利用されている。

## 固有振動数
体積V の容器（空洞）から、開口部の断面積S 、首の長さL の細い管が伸びているとき、容器の内部にある空気はバネとしての役割を果たすので、管の内部に存在する空気塊は、運動方程式；
{\displaystyle \rho SL{\frac {\partial ^{2}x}{\partial t^{2}}}+{\frac {\gamma pS^{2}}{V}}x=0}
にしたがって、あたかも質量 ρSL を持ったピストンのように管の中で剛体的に振動するとみなすことができる。ここで  ρ は空気の密度、x は空気塊の変位、γ は比熱比、p は圧力である。この系の固有角振動数は
{\displaystyle \omega _{0}=c{\sqrt {\frac {S}{VL}}}}
となるので、管の開口部などにこの振動数に一致する圧力振動が加えられると、空洞内部で共鳴が発生する。ここでc は音速であり、次式で表される。
{\displaystyle c={\sqrt {\frac {\gamma p}{\rho }}}}
ただし、以下の仮定を置いている：
- LS ≪ V　である（管の部分の体積は、容器の体積よりはるかに小さい）。
- 容器内の空気は理想気体であり、かつその圧縮・膨張は断熱過程である。

一例として、V = 1000 cm3、S = 1 cm2、L = 10 cmの容器を常温常圧の空気中で共鳴させると、音速をおよそ 3.5×104 cm/s として、固有角振動数 ω0 = 350 rad/s 、固有振動数 f0 = ω0 / 2{\displaystyle \pi } = 55 Hzとなる。

### 開口端補正
固有振動数を計算する際、実際には管の内部だけでなく、開口部周辺の空気も付加的に振動するため、管の長さは実測値 L ではなく実効長 L'  として、次のように補正する必要がある。
- びんやフラスコのように、開口部にフランジがない形状の場合、開口部の半径を a とすると、
{\displaystyle L'=L+1.5a}
- オカリナやギターの胴のように、開口部にフランジがある形状の場合、開口部の半径を a とすると、
{\displaystyle L'=L+1.7a}
- ヴァイオリンの「f字孔」のように、開口部が円形でない場合、開口部の面積を S とすると、
{\displaystyle L'=L+{\sqrt {S}}}

これは "end correction" と呼ばれ、縁端補正あるいは開口端補正などと訳されている。オカリナやギターなどの楽器の共鳴胴は、フラスコのような形態とはかなり異なるように見えるが、開口部にフランジがあり、L の値が小さい（首の長さがたいへん短い）だけであり、共鳴の発生に関して本質的な違いはない。
上の ω0 の式から、共鳴周波数はS の平方根に正比例し、V とL の平方根に反比例することがわかる。オカリナの場合はV とL がほぼ一定であり、指孔を開けていくとS が大きくなるので、音高が上がるのである。S が4倍になると周波数は2倍になり、1オクターヴ上の音が出るはずであるが、実際にはS が大きくなると開口端補正の式に従ってL' も大きくなるので、正確に1オクターヴ上の音を出すためにはS を4倍よりさらに大きくする必要がある。